# Diocesi di Limira

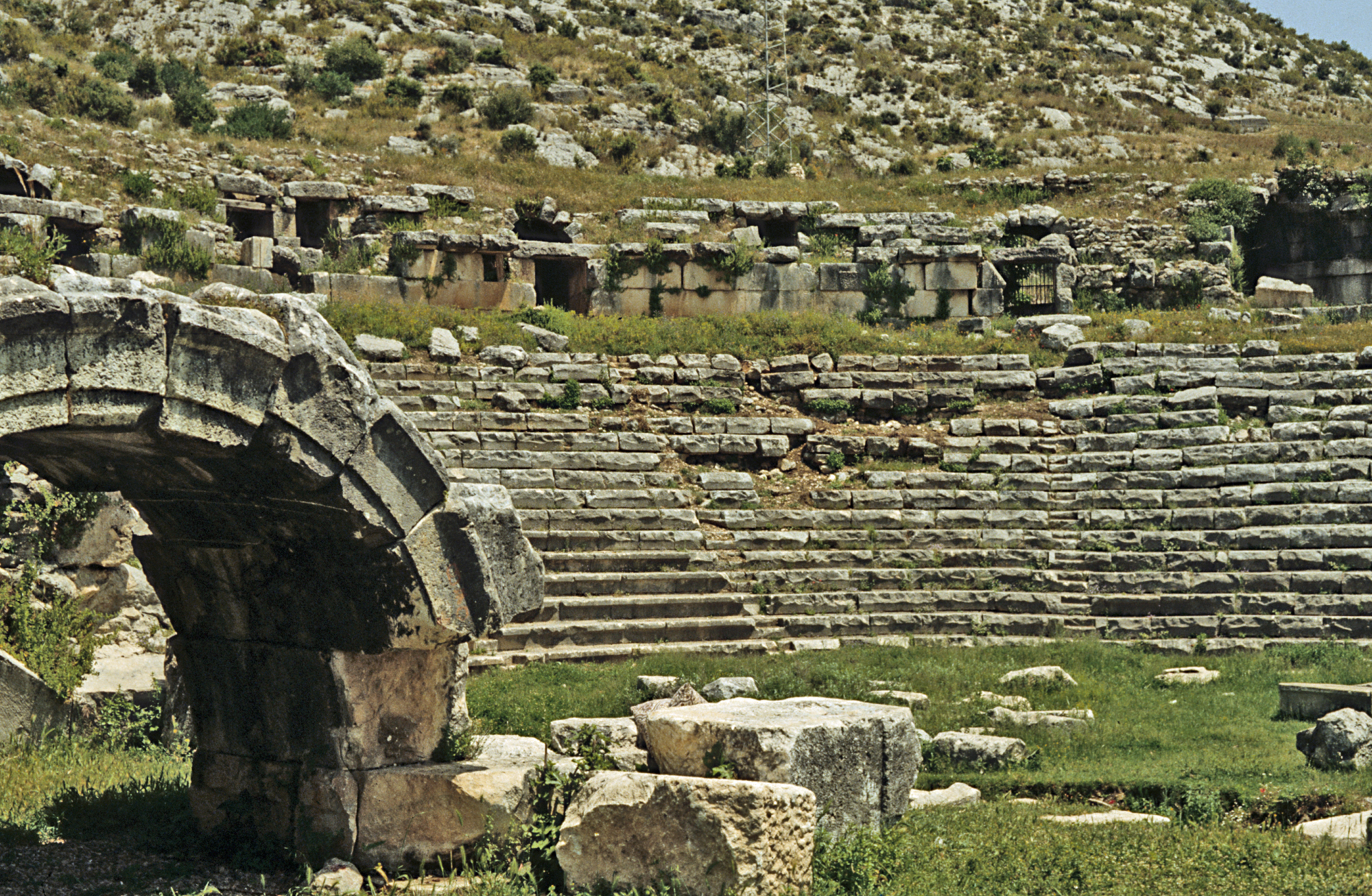
resti del teatro di Limira.

La diocesi di Limira (in latino: Dioecesis Limyrensis) è una sede soppressa del patriarcato di Costantinopoli e una sede titolare della Chiesa cattolica.

## Storia
Limira, nei pressi del villaggio di Finike nell'odierna Turchia, è un'antica sede episcopale della provincia romana di Licia nella diocesi civile di Asia. Faceva parte del patriarcato di Costantinopoli ed era suffraganea dell'arcidiocesi di Mira.
La diocesi è documentata nelle Notitiae Episcopatuum del patriarcato di Costantinopoli fino al X secolo.
Sono noti diversi vescovi di questa antica sede episcopale. Diatimo è menzionato in una lettera, datata tra il 375 e il 377, che Basilio di Cesarea scrisse ad Anfilochio di Iconio, perché inviasse un proprio uomo di fiducia a verificare l'ortodossia dei vescovi della Licia, tra cui figura anche Diatimo.
Lupicino prese parte al primo concilio di Costantinopoli nel 381. Stefano era assente, a causa di una malattia, al concilio di Calcedonia nel 451, dove fu rappresentato da Nicola di Acarasso; sottoscrisse nel 458 la lettera dei vescovi della Licia all'imperatore Leone dopo la morte di Proterio di Alessandria.
Teodoro partecipò al secondo concilio di Costantinopoli nel 553. Durante l'assise ecumenica, fu incaricato, assieme a Anatolio di Cime e Diogeniano di Sozopoli, di convincere quattro vescovi che soggiornavano nella capitale di recarsi al concilio; al suo ritorno, Teodoro dichiarò di aver fatto visita a Primasio di Adrumeto, ma di non essere riuscito a farlo venire al concilio.
Leone assistette al secondo concilio di Nicea nel 787. Niceforo infine partecipò al concilio di Costantinopoli dell'879-880 che riabilitò il patriarca Fozio.
Dal XVIII secolo Limira è annoverata tra le sedi vescovili titolari della Chiesa cattolica; la sede è vacante dall'8 novembre 1999. Il suo ultimo titolare è stato Alfons Karl Kempf, vescovo ausiliare di Würzburg in Germania.

## Cronotassi

### Vescovi greci
- Diatimo † (menzionato nel 375/377)
- Lupicino † (menzionato nel 381)
- Stefano † (prima del 451 - dopo il 458)
- Teodoro † (menzionato nel 553)
- Leone † (menzionato nel 787)
- Niceforo † (menzionato nell'879)

### Vescovi titolari
- Giovanni Battista Maria di Santa Teresa Multedi, O.C.D. † (1º febbraio 1714 - 6 aprile 1750 deceduto)
- Antonio Leli † (16 dicembre 1771 - dicembre 1779 deceduto)
- Adam Kossakowski, S.I. † (1º giugno 1795 - 4 maggio 1828 deceduto)[8]
- James Gillis † (28 luglio 1837 - 24 febbraio 1864 deceduto)
- Manuel Ulloa y Calvo † (25 settembre 1865 - 20 settembre 1867 succeduto vescovo di León en Nicaragua)
  - Augustin Ravoux, S.I. † (3 marzo 1868 - ?) (vescovo eletto)[9][10]
- Calixto Maria Clavijo Salazar † (4 maggio 1874 - 11 giugno 1886 deceduto)
- Enrico Verjus, M.S.C. † (10 maggio 1889 - 13 novembre 1892 deceduto)
- Alexandre Cardot, M.E.P. † (21 marzo 1893 - 18 ottobre 1925 deceduto)
- Aleksandr Frizon † (10 maggio 1926 - 2 agosto 1937 deceduto)
- Joaquim Rafael Maria d'Assunção Pitinho, O.F.M. † (5 maggio 1940 - 22 novembre 1959 deceduto)
- Alfons Karl Kempf † (27 dicembre 1959 - 8 novembre 1999 deceduto)